# Leioproctus ichneumonoides
Leioproctus ichneumonoides är en biart som först beskrevs av Cockerell 1906.  Leioproctus ichneumonoides ingår i släktet Leioproctus och familjen korttungebin. Inga underarter finns listade i Catalogue of Life.